# آنتونیو راجی
آنتونیو راجی (ایتالیایی: Antonio Raggi؛ ۱۶۲۴ – ۱۶۸۶) مجسمه‌ساز باروک روم باستان بود.
وی از شاگردان جان لورنتسو برنینی بود و مجسمهٔ الکساندر هفتم در کلیسای جامع سیه‌نا از آثار اوست. همچنین، یکی از مجسمه‌های پل سانت‌آنجلو از کارهای اوست.

## نگارخانه

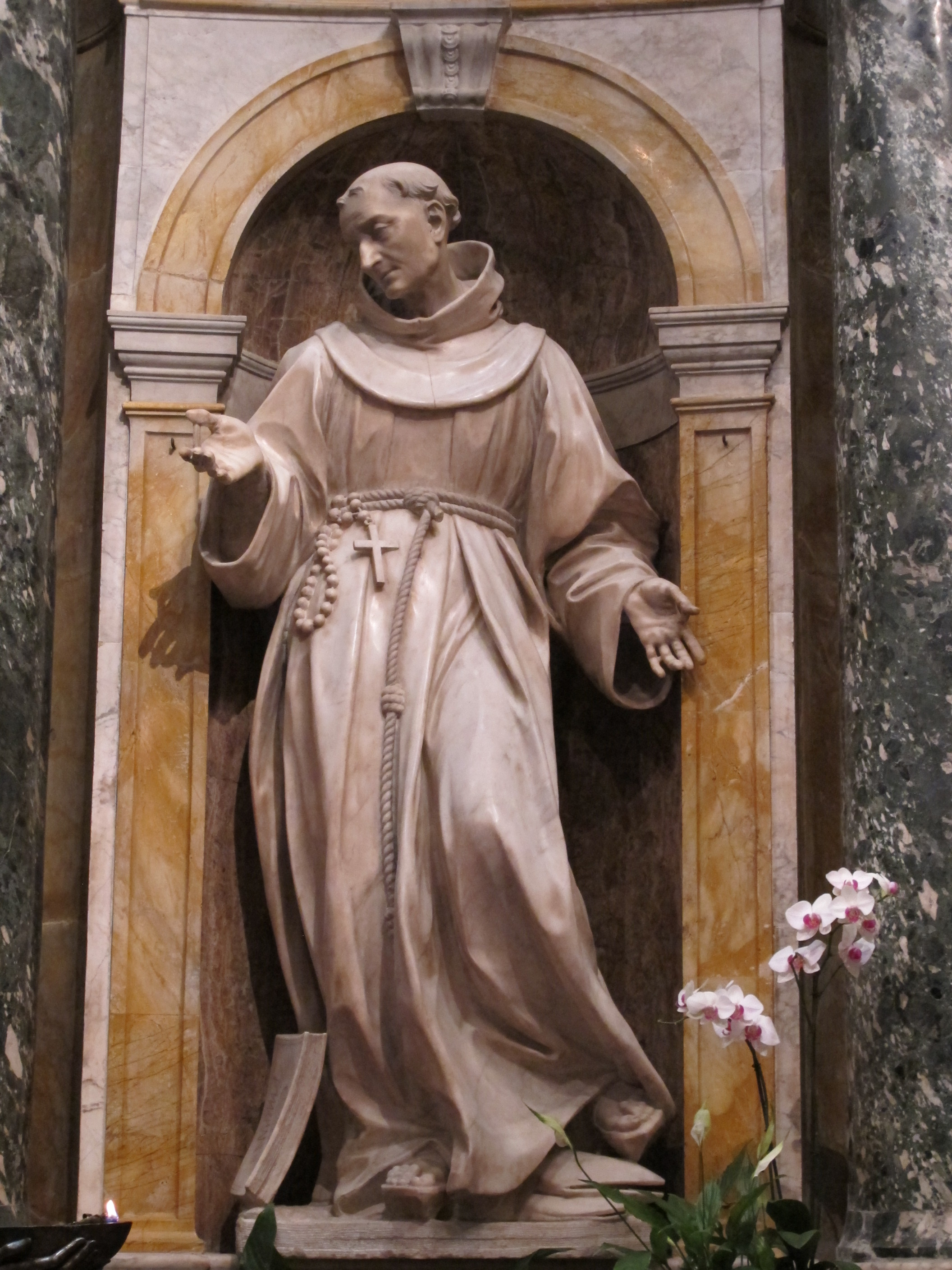
مجسمهٔ سنت برنارد،  کلیسای کیجی،  سیه‌نا.
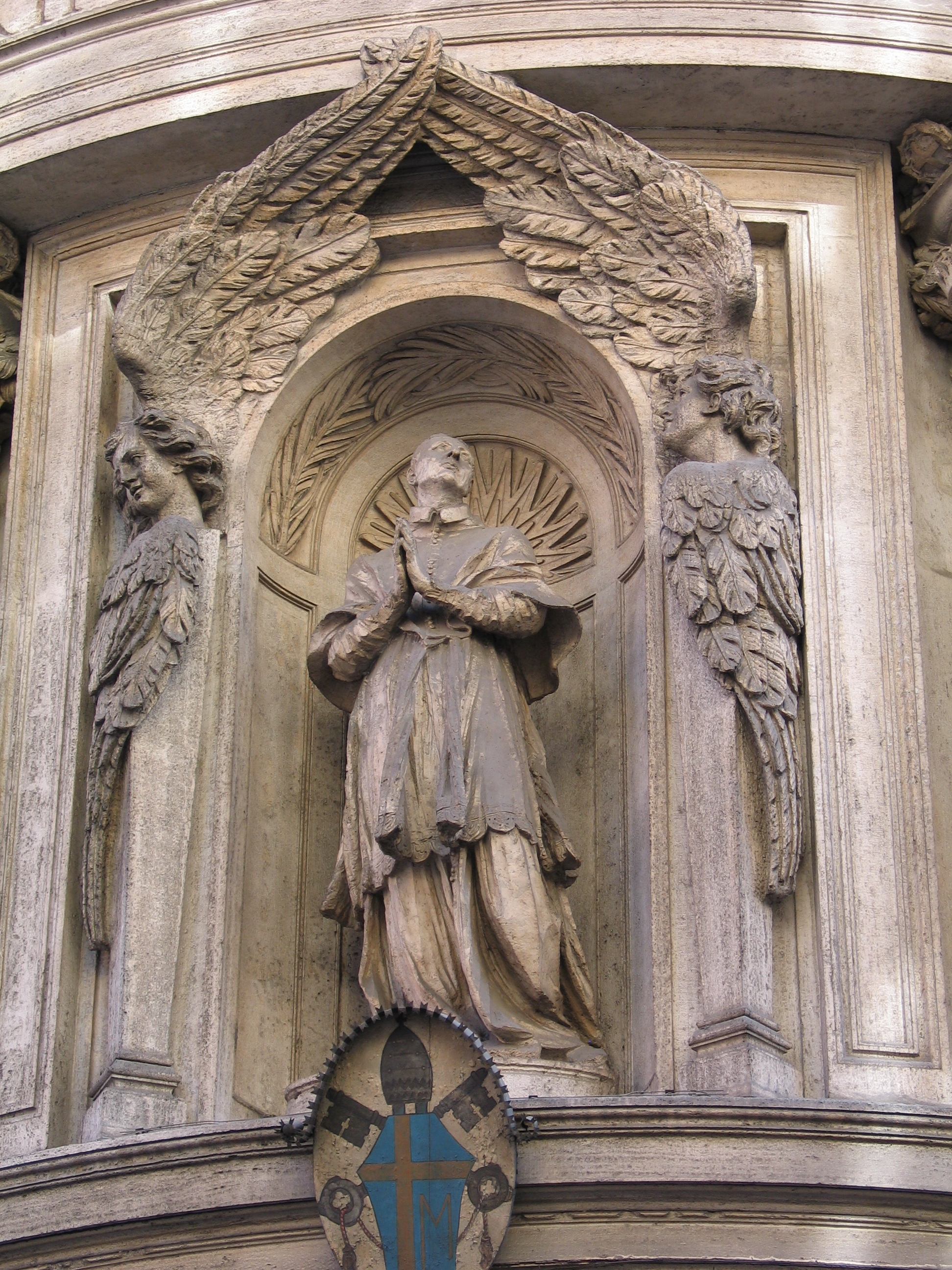
سنت کارلو بورومئو،  نمای ورودی سنت مارلینو،  رم.
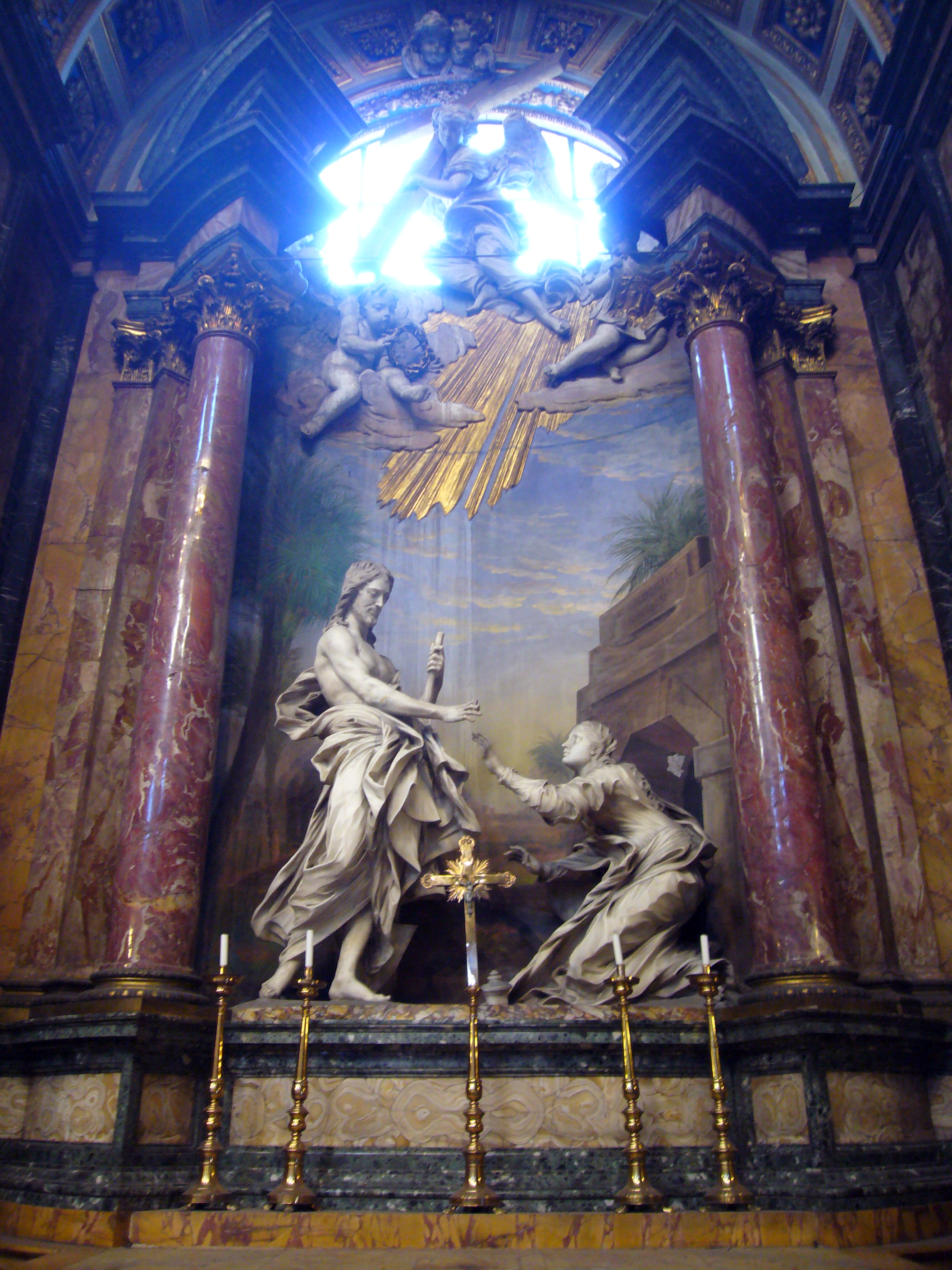
به من دست نزن،  کلیسای دومنیکو و سیستو،  رم.
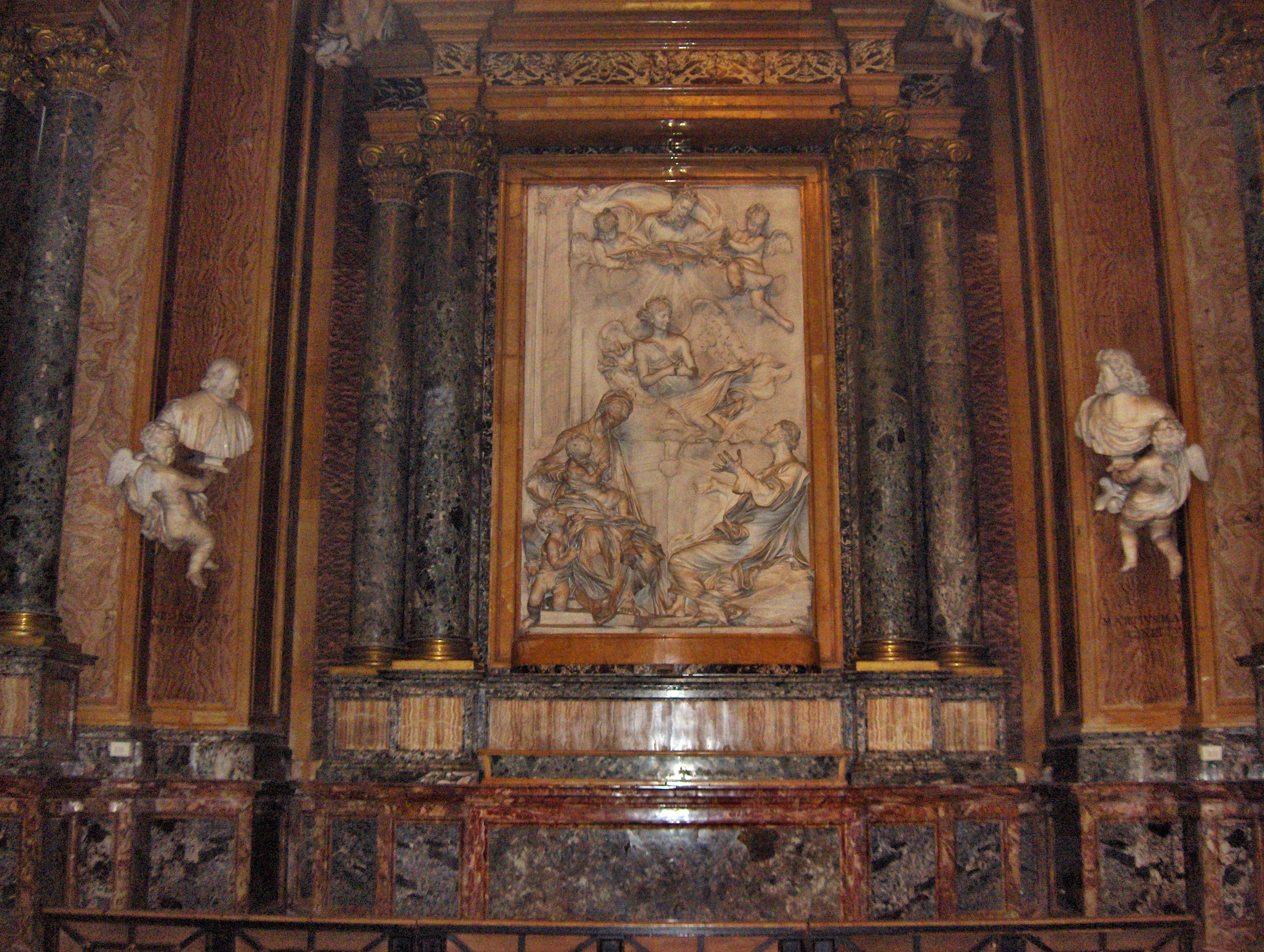
فرشتگان، خانوادهٔ مقدس را وادار به قرار به مصر می‌کنند (۱۶۷۵) با نیمه‌تنه‌های اهداکنندگان جانبی،  کلیسای جینتی،   سانت‌آندرئا دلا واله،  رم.
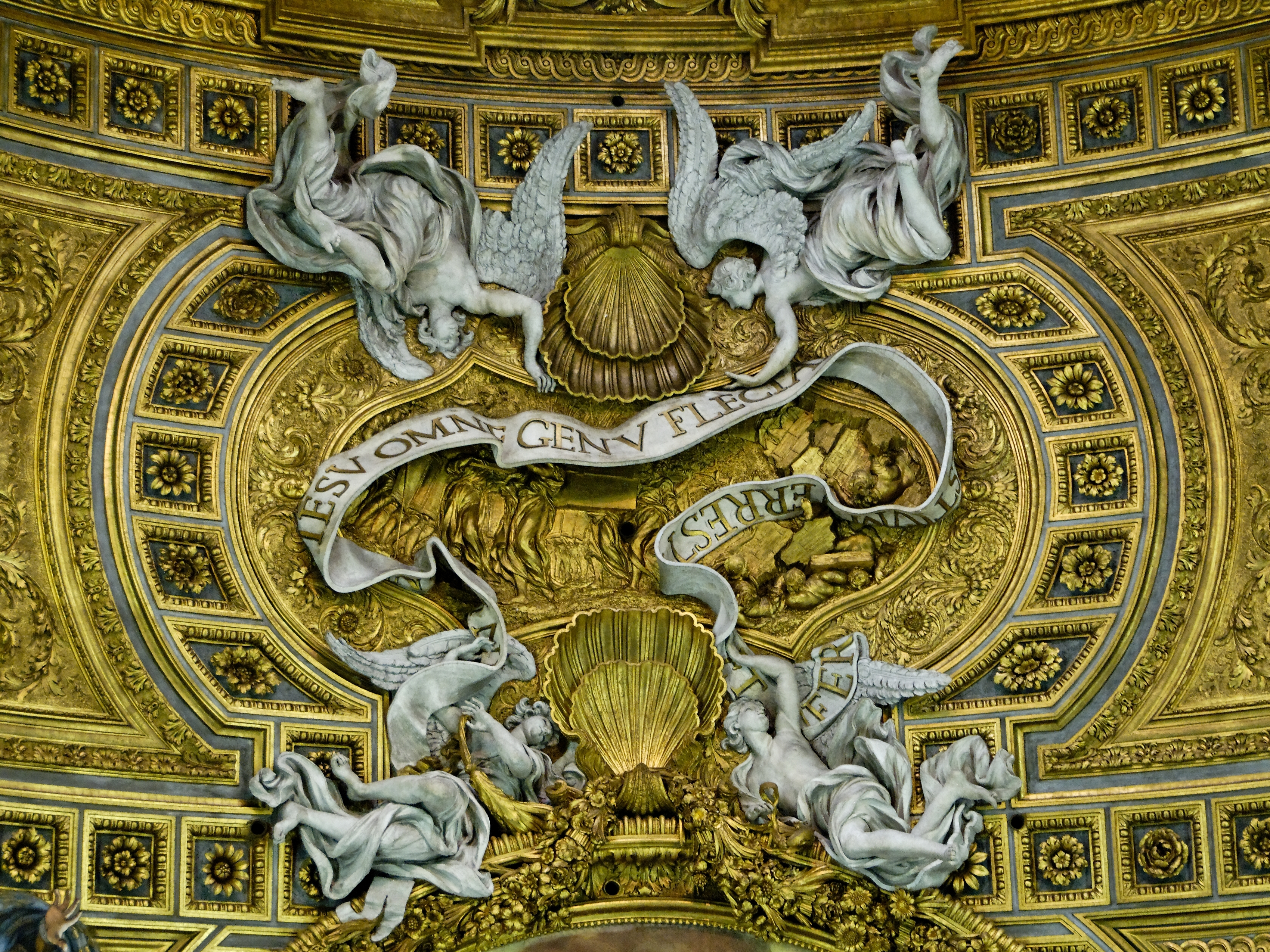
که با اذن و نام مسیح، هر زانویی باید در بهشت، زمین و جهان مردگان خم شود[۱] آنتونیو راجی و لئوناردو رتی،  طراحی‌شده توسط جووانی باتیستا گولی. طاق کلیسای جزو،  رم.

## یادداشت
1. ↑  Ut in nomine Jesu omne genu flectatur coelestium, terrestrium et infernorum. Philippians 2:10.